# Zorile Dorsa
Gli Zorile Dorsa sono una struttura geologica della superficie di Venere.